# 小森 (北秋田市)
小森（こもり）は、秋田県北秋田市鷹巣地域にある大字。郵便番号は018-3451。

## 地理
北秋田市の北部東端に位置し、中央を東西に小森川・国道285号が走り、東に温泉と福祉施設があり大部分を山地が占める。西には神社・寺・自治会館がある。
北は栄、東は大館市比内町小坪沢、南は七日市と中屋敷、西は脇神と隣接する。

### 河川
- 小森川

### 小字
- アカサカタイ 赤坂岱
- イシクラ 石倉
- イモハタ 芋畑
- イワノメ 岩ノ目
- ウトウザカ 善知鳥坂
- ウワノ 上野
- オジガサワ 伯父ケ沢
- オニガサワ鬼ケ沢
- オリトザワ 折戸沢
- カミカドガシラ 上門頭
- カミノサワ 上ノ沢
- キミガサワ 君ケ沢
- コモリ 小森
- サカサガワ 逆川
- サカサガワタイ 逆川岱
- サカサガワデグチ 逆川出口
- サカシタ 坂下
- シモカドガシラ 下門頭
- スモモサワ 李沢
- タカダ 高田
- タカモリ高森
- タテノウチ 館ノ内
- タノサワ 田ノ沢
- タバタ 田端
- タモノキ タモノ木
- テラシタ 寺下
- テラノサワ 寺沢
- ナカオオタ 中太田
- ナカヤチ 中谷地
- ナガワタリ 長渡
- ニザエモンザワ 仁左エ門沢
- ニシミヤノメ 西宮ノ目
- ヌマゾエ 沼添
- ヌマノサワ 沼ノ沢
- ネゴヤザワ 根小屋沢
- ノゾキサワ 除沢
- ハラミツキ 孕槻
- ヒガシミヤノメ 東宮ノ目
- ボウヤマ 坊山
- マトウワタリ 摩当渡
- ムカイオジガサワ 向伯父ケ沢
- ムカイナガワタリ 向長渡
- ムカイユノタイ 向湯ノ岱
- ヤクソクザワ 約束沢
- ヤシキザワ 屋敷沢
- ヤマゴエ 山越
- ユノタイ 湯ノ岱
- ヨワタリ 四渡

## 歴史

### 沿革
- 1878年（明治11年）7月 - 小森小学校創立
- 1889年（明治22年）4月1日 - 町村制の施行により、中屋敷村、脇神村、小森村の区域をもって沢口村発足。
- 1955年（昭和30年）4月1日 - 鷹巣町・栄村・坊沢村・七座村と合併し、新鷹巣町が誕生。同日沢口村廃止。

## 世帯数と人口
2020年（令和2年）10月1日現在の世帯数と人口は以下の通りである。
| 大字 | 世帯数  | 人口   | 人口  | 人口  |
| 大字 | 世帯数  | 男     | 女    | 計    |
| ---- | ------- | ------ | ----- | ----- |
| 小森 | 113世帯 | 146 人 | 179人 | 325人 |

### 世帯数と人口の変遷
国勢調査による世帯数と人口の推移。
| 1995年（平成07年） | 142世帯 |  |  | 524人 |  |  |
| 2000年（平成12年） | 137世帯 |  |  | 497人 |  |  |
| 2005年（平成17年） | 134世帯 |  |  | 456人 |  |  |
| 2010年（平成22年） | 125世帯 |  |  | 384人 |  |  |
| 2015年（平成27年） | 118世帯 |  |  | 352人 |  |  |
| 2020年（令和02年） | 113世帯 |  |  | 325人 |  |  |

## 小・中学校の学区
市立小・中学校に通う場合、学区は以下の通りとなる。
| 小字 | 小学校               | 中学校               |
| ---- | -------------------- | -------------------- |
| 全域 | 北秋田市立清鷹小学校 | 北秋田市立鷹巣中学校 |

## 交通

### 鉄道
- 最寄り駅は松葉町にあるJR東日本奥羽本線・鷹ノ巣駅と隣接する秋田内陸縦貫鉄道秋田内陸線・鷹巣駅である。

### 道路
- 国道105号
- 国道285号
- 秋田県道324号大館能代空港東線

### バス
当地域を秋北バスが運行する。
- 米内沢・鷹巣・大館線

## 施設
- 森昌寺
- 小森八幡神社

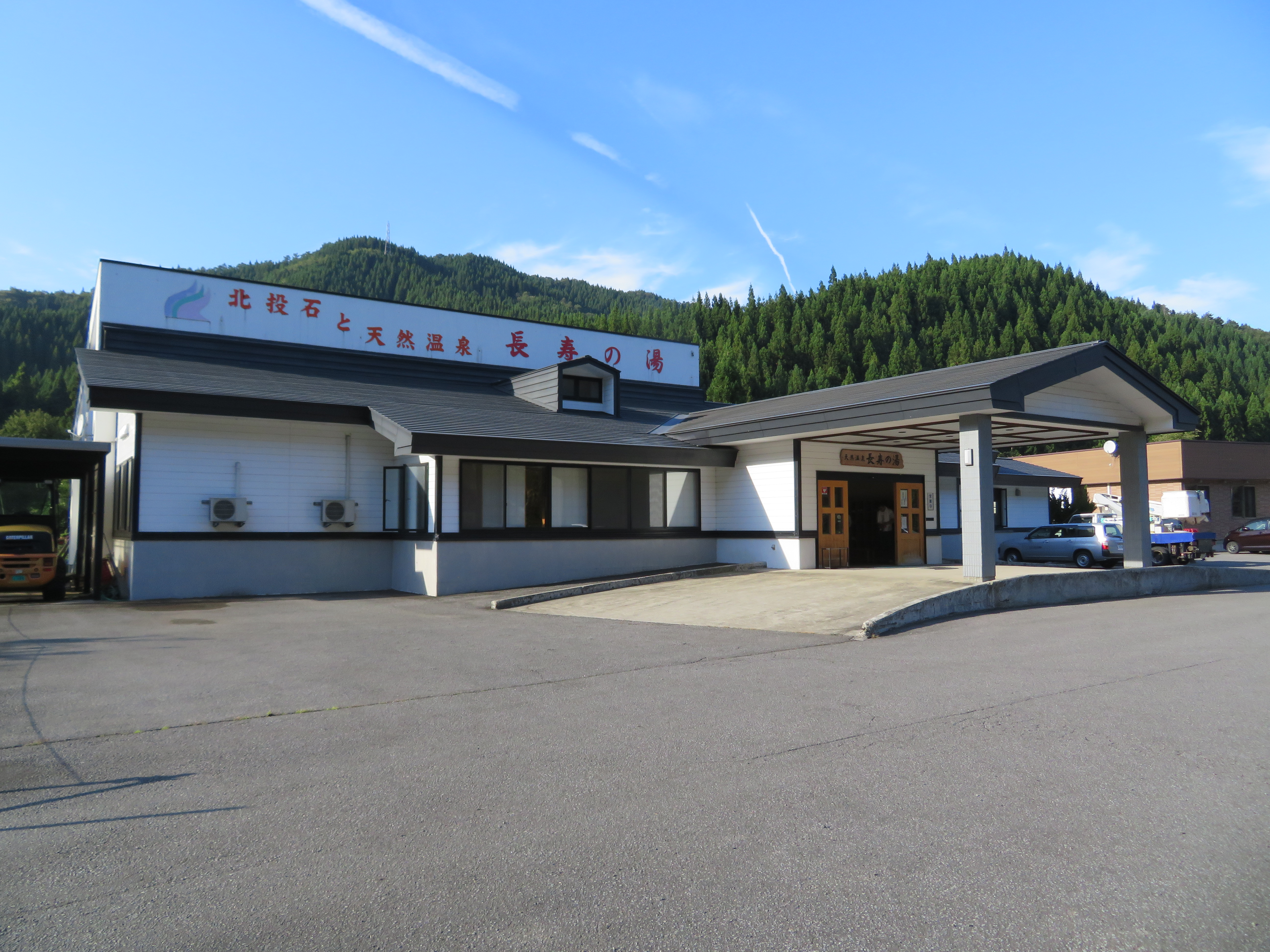
長寿の湯
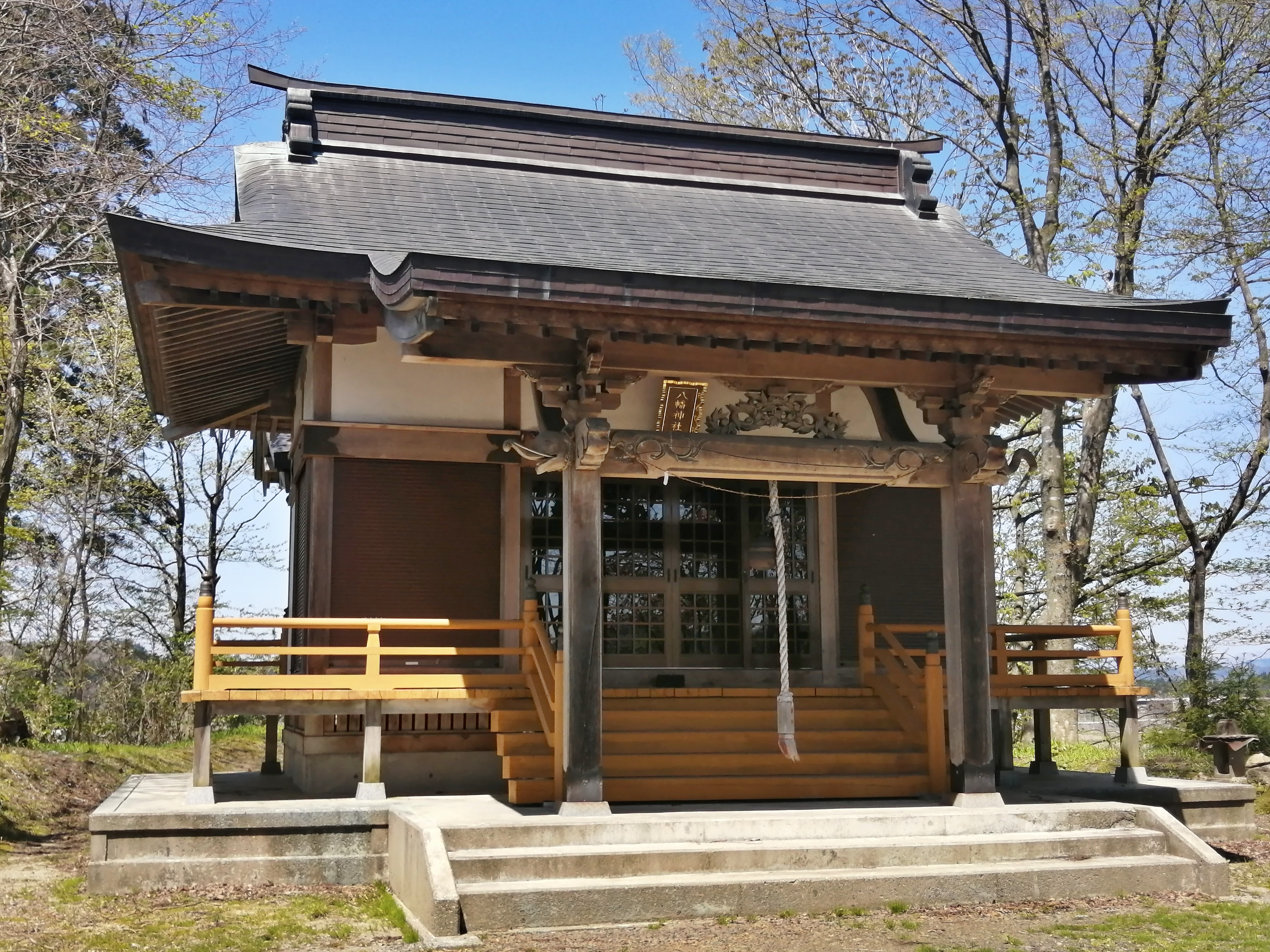
八幡神社

- 湯ノ岱温泉
- たかのす翔裕園（老人ホーム）
- ケアホテルすみさん家（ショートステイ）

- 長寿の湯
- 八幡神社